# The Bride Wore Red
The Bride Wore Red (bra: Felicidade de Mentira; prt: A Noiva de Vermelho) é um filme estadunidense de 1937, do gênero comédia dramática, dirigido por Dorothy Arzner, estrelado por Joan Crawford, e coestrelado por Franchot Tone e Robert Young. O roteiro de Tess Slesinger e Bradbury Foote foi baseado na peça teatral não-produzida "The Bride from Trieste", de Ferenc Molnár.
Neste conto "da pobreza à riqueza", Crawford interpreta uma cantora de cabaré que se faz passar por uma mulher aristocrata. Este foi o sétimo e último filme que Crawford e Tone, que eram então casados, coestrelaram juntos.

## Sinopse
Em Trieste, a Condessa di Meina (Billie Burke) acredita que a única coisa que separa as pessoas ricas das pobres é a sorte. Para comprovar sua maneira de pensar, ela envia a cantora de cabaré Anni Pavlovitch (Joan Crawford) para uma temporada no resort de luxo Terrano, no Tirol, com duração de duas semanas. Para manter sua identidade secreta, a mulher se torna Anne Vivaldi, a filha de um oficial da marinha. Curtindo a vida luxuosa, Anni começa a procurar um homem rico para se casar e conseguir manter seu novo estatuto social, mas ela já ama outra pessoa.

## Elenco
- Joan Crawford como Anni Pavlovitch / Anne Vivaldi
- Franchot Tone como Giulio
- Robert Young como Rudi Pal
- Billie Burke como Condessa di Meina
- Reginald Owen como Almirante Monti
- Lynne Carver como Maddelena Monti
- George Zucco como Conde Armalia
- Mary Philips como Maria
- Paul Porcasi como Senhor Nobre
- Dickie Moore como Pietro
- Frank Puglia como Alberto
- Adriana Caselotti como Primeira Camponesa
- Jean Lewis como Segunda Camponesa
- Ann Rutherford como Terceira Camponesa

## Produção
O título de produção do filme foi "Once There Was a Lady". A produção foi parcialmente filmada em locações na área de Mammoth Lakes, na Califórnia. As filmagens de segunda unidade obtidas por Fred McLeod Wilcox em uma viagem à Áustria foram utilizadas neste filme e em "Paradise for Three" (1938).

## Recepção
Howard Barnes, em sua crítica para o New York Herald Tribune, escreveu: "Joan Crawford tem um dia de campo glamoroso em The Bride Wore Red ... Com um novo penteado e olhos mais arregalados do que nunca, ela brinca de ser uma mulher desleixada, uma bela dama e uma camponesa com toda a conhecida feitiçaria Crawford. Não é inteiramente culpa dela que ela sempre continue ela mesma. [O filme] não tem nenhuma convicção dramática e possui pouco do sabor cômico que poderia torná-lo divertido e leve. Sua diversão dependerá do quanto de Srta. Crawford que você pode ter por vez ... A direção de Dorothy Arzner é sempre interessante, e às vezes ... é extraordinariamente imaginativa, mas aqui ela não foi capaz de dar a um sonho enfadonho de Cinderela mais do que uma bela frente pictórica".

### Bilheteria
De acordo com os registros da Metro-Goldwyn-Mayer, o filme arrecadou US$ 852.000 nacionalmente e US$ 425.000 no exterior, totalizando US$ 1.277.000 mundialmente. A produção fez o estúdio perder dinheiro, com um prejuízo de US$ 271.000.